# Treguaco
Treguaco is een gemeente in de Chileense provincie Itata in de regio Ñuble. Treguaco telde 5.401 inwoners in 2017 en heeft een oppervlakte van 313 km².

## Foto's

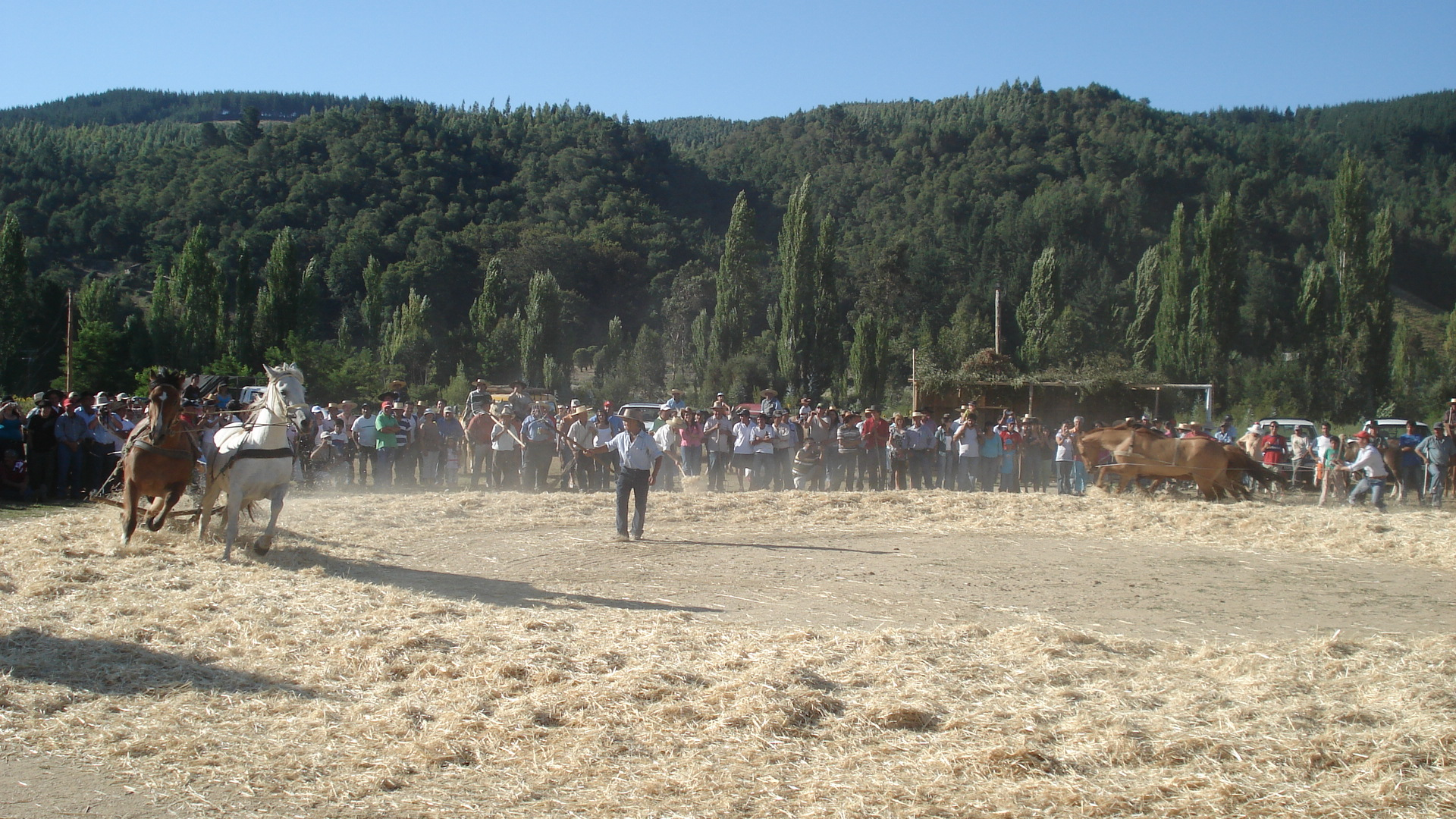
Feest